# Canción de amor
Canción de amor (lit. Canção de amor) é uma telenovela mexicana produzida pela Televisa em 1996 e protagonizada por Eduardo Capetillo e Lorena Rojas.

## Enredo
Ana é a bela estrela de Love Song, que se apaixona por Renzo, um cantor de rock, quando ela enfrenta um futuro maravilhoso. A partir do momento em que se encontram, a vida de Ana muda drasticamente quando ela e Renzo luta contra a leucemia, que foi recentemente diagnosticada. Ana decide viver a vida intensamente Renzo casavam e davam uma filha, a fim de preservar o grande amor que eles têm. Renzo é o antídoto para a doença de Ana e Ana é a força do Renzo. Ela apoia-lo a lutar pela vitória. Infelizmente, este jovem casal é incapaz de cumprir as suas responsabilidades e começar a ter uma separação dolorosa. Ana sabe que só o tempo e a maturidade pode salvar, mas também sabe que não tem muito tempo. Ana desesperadamente lutando com sua doença e seu destino com a única arma que tem: a sua vitalidade, sua beleza e inteligência. Os personagens Love Song enfrentar grandes paixões e decepções grandes.

## Elenco
- Eduardo Capetillo - Lorenzo "Renzo"
- Lorena Rojas - Ana
- Joaquín Cordero - Aníbal
- Nuria Bages - Nora
- Alonso Echánove - Ernesto #1
- Jaime Garza - Ernesto #2
- Raúl Juliá Levy - Marcos Fuentes

• Pedro Weber "Chatanuga" - Elías
- Hugo Acosta (actor)|Hugo Acosta - Dr. Ariel
- Leticia Sabater - Valeria
- Zoila Quiñones - Ofelia
- Laureano Brizuela - Álvarez
- Jorge Salinas - Damián
- Mauricio Islas - Edgar
- Aylín Mújica - Estrella
- Abraham Ramos - Adrián
- Mariana Seoane]] - Roxana
- Marcela Páez - Sylvia
- Javier Herranz - Antonio
- Marcela Pezet - Suzy
- Roberto Blandón - Javier
- Rosa María Bianchi - Alicia
- Ana Bertha Espín - Juana
- Guillermo García Cantú - Lic. Arizmendi
- Javier Gómez  - Rodrigo Pinel
- Sergio Klainer - Diego
- Eduardo Liñán - Marco
- Gerardo Gallardo - Teodoro
- Alejandro Rábago - Genaro
- Oscar Traven - Arturo
- José María Yazpik - Swami
- Arlette Pacheco - Juliana
- David Ramos - Ramiro Flores
- Julio Monterde - José Antonio
- Paola Flores - Pánfila
- Raúl Meraz - Guillermo

## Exibição
Foi exibida pelo canal TLNovelas entre 15 de setembro de 1997 a 16 de janeiro de 1998.